# 村田勝志
村田 勝志（むらだ かつし、1939年4月1日 - 2013年4月9日）は、東京都中央区築地出身の暴力団組員。女子総合格闘家の篠原光は娘。
プロレスラーの力道山を口論の末に刺傷し、力道山の死の原因となったことで知られている。

## 略歴
中学時代から番格を務め、握り拳にカミソリを挟んで相手を殴るスタイルから、「カミソリ村田」の異名で恐れられた。上京して住吉一家入り、大日本興行準構成員となる。
1963年12月8日の午後10時30分に赤坂ニューラテンクォーター内で、当時国民的人気があったプロレスラーの力道山と足を踏んだ踏まないをめぐっての口論の末、喧嘩になった。過去に外国人レスラーに殴られたことがありレスラーの腕力を思い知っていた村田は、護身用に持っていた登山ナイフを力道山の腹に突き立てた。脂肪が付着するほどナイフは深く刺さっていたが、力道山は応急処置を受けて帰宅し、村田の所属する暴力団とも手打ちを行った。しかし、その後症状が悪化して力道山は一週間後に死亡した。住吉一家と対立関係にあり、力道山の自宅周辺の警護に当たっていた東声会構成員から報復として村田は激しい暴行を受け、右目裂傷の怪我を負い、入院していたところを警察に逮捕されている。
村田はこの事件で傷害致死罪で懲役7年の刑に服した。1971年3月に出所後は、村田組組長として住吉会系の幹部となる一方、在日米軍立川基地周辺で調達した拳銃で武装しながら、覚せい剤密売グループの用心棒を務めた。1972年5月22日までに密売グループとともに村田も逮捕されたが、この時点で覚せい剤中毒となっており、覚せい剤をもらうために配下に代金の取り立てを行わせる状況になっていた。
村田は1991年に力道山刺傷事件について大下英治による直接取材に応えている。なお、村田は毎年力道山の命日の翌日には菩提寺の池上本門寺への墓参を欠かさなかったという。命日の翌日にしたのは、当日では目立ち遺族にも迷惑をかけてしまうことへの配慮であった。
2013年4月9日に東京都内で死去。74歳没。晩年は糖尿病を患っていた。

## 関連書籍
- 山平重樹『力道山を刺した男 村田勝志』2023年5月30日 かや書房